# Zacisk główkowy

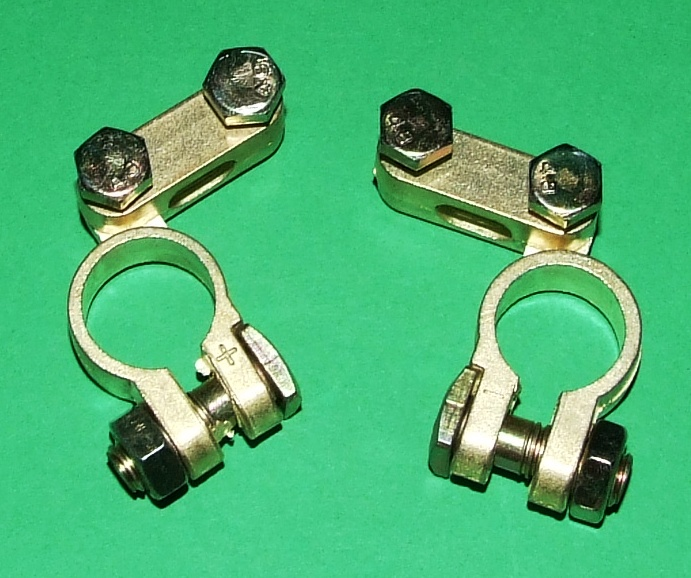
klemy akumulatorowe, „dodatnia” i „ujemna”

Zacisk główkowy – rodzaj zacisku przykręcanego śrubą, np. zacisk umożliwiający dołączenie do akumulatora kabli zasilających (popularne klemy akumulatorowe), lub zacisk mocujący szynę do torowiska.
Konstrukcja klem akumulatorowych unormowana była w Polsce normą branżową BN-77/3687-01 – „Końcówki przewodów do akumulatorów samochodowych”.